# Куровська
Куровська́ (рос. Куровская) — вузлова станція Казанського напрямку та Великого кільця Московської залізниці, у місті Куровське Московської області. Входить до складу Московсько-Горьківського центру організації роботи залізничних станцій ДЦС-8 Московської дирекції управління рухом. За основним характером роботи є дільничною, за обсягом роботи віднесена до 1 класу.
Відкрита в 1899 році на Орєховській під'їзній колії (Орєхово-Зуєво — Іллінський Погост) — дільниці майбутнього Великого кільця МЗ і була побудована на захід від поточного місця розташування. З відкриттям в 1911 році Люберці-Арзамаської радіальної залізничної лінії, станція була перенесена на нинішнє місце. На початок ХХІ сторіччя сполучена з Великим кільцем декількома сполучними лініями, що використовуються для вантажного та пасажирського руху, в тому числі без ріжучих маршрутів. Розв'язка з кільцем включає північну і південну петлі на кільці для розвороту на 180 градусів (північна знаходиться в межах станції Давидово, південна — одна з трьох колій перегону Давидово — Куровська).
Зі сходу до станції примикає моторвагонне депо Куровська (ТЧПРІГ-26 МСК), відкрите в 1984 році для обслуговування Казанського напрямку, замість депо Черусті.
На станції дві високих пасажирських платформи: північна берегова № 1 і острівна № 2. Берегова приймає потяги по колії № 3, острівна по коліях № 1 (північна, на Москву) і № 4 (південна, від Москви). На головній колії від Москви № 11 платформи немає. Провідний колійний розвиток вантажного парку (колії, починаючи з № 5) знаходиться на південь від названих колій.
Вихід на платформи здійснюється через турнікети.